# Продор НОВЈ у Србију пролећа 1944.
Између 14. марта и 20. маја 1944. 2. и 5. дивизија НОВЈ извршиле су наступни марш од реке Лим до реке Ибар с једне, и планина Повлен и Маљен с друге стране. Циљ ове операције био је подршка развоју НОП у Србији, повезивање са локалним партизанским снагама ради обезбеђивања јаче базе НОВЈ у Србији, и стварање крупнијих оперативних формација са тежиштем у Србији. Подршку овом продором требало је да пруже 16. и 17. дивизија НОВЈ форсирањем Дрине из Босне. Ова операција у југословенској историографији прозната је под називом Продор оперативне групе дивизија НОВЈ у Србију од марта до маја 1944.
Команда Групе армија Ф сматрала је ову претњу озбиљном и направила је план сопствених противдејстава. Предузела је мере за преузимање иницијативе, сузвијање и онемогућавање операције НОВЈ. За тактичко командовање дејствима у Србији задужила је Војноуправног команданта Југоистока, генерала Фелбера. Истовремено се Команда Аг Ф старала о координацији дејстава генерала Фелбера са 2. оклопном армијом, односно са 5. СС корпусом у источној Босни и 21. корпусом у Санџаку.
У немачкој терминологији ова операција води се под називом Камерјегер.
Војноуправни командант Југоистока генерал Фелбер, иако није располагао фронтовским снагама, формирао је комбиновани здружени одред од позадинских немачких, бугарских и снага РЗК И СДК. Главну масу његових снага чиниле су снаге ЈВуО, које су самоиницијативно узеле широко учешће у овој операцији. Овим комбинованим снагама он је успео да спречи снаге НОВЈ да форсирају Ибар, и успео је да их држи под непорекидним притиском, непрекидно их нападајући, ометајући, узнемиравајући и слабећи.
Са своје стране, 5. СС корпус ефикасно је спречио покушаје форсирања Дрине од стране 16. и 17. дивизије НОВЈ, а 21. корпус на полазном подручју успео је да угрози нека важна подручја за НОВЈ, оба уз значајно ангажовање четника.
Тако су након 66 дана исцрпљујућих борби 2. и 5. дивизија НОВЈ биле принуђене да се повуку на полазне позиције неуспевши да успоставе планиране везе и упоришне зоне, чиме је операција НОВЈ завршена неуспехом.

## Осовинске снаге
Фукнција војноуправног команданта је војно-административна и позадинска. Међутим, пошто у Србији није било немачких дивизија, штаб генерала Фелбера је по потреби - на пример, у овом случају - функционисао и као оперативни штаб, вршећи тактичко командовање расположивим комбинованим полицијско-сателитско-квислиншким снагама. Он је у Србији је за ову операцију прикупио мноштво разнородних полицијских, позадинских, окупационих, стражарских и локалних формација;
- делови 4. пука Бранденбург
- 5. немачки СС полицијски пук
- 696 моторизовани полицијски батаљон
- мањи позадински армијски делови
- 24. бугарска дивизија
- делови РЗК
- делови СДК
- Важну пешадијску снагу у његовој групацији представљале су јединице ЈВуО којима је био придодан официр за везу, мајор Вајел, па се у немачким документима оне спомињу као „Борбена група Вајел“[2]:
  - Церско-мајевичка група корпуса ЈВуО[3][4]
  - Златиборски корпус ЈВуО[4][5][6][7][8][9][10][11]
  - Дрински корпус ЈВуО[12][13]
  - 1. равногорски корпус ЈВуО[14]
  - 2. равногорски корпус ЈВуО[15][16][17]
  - Колубарски корпус ЈВуО[18]
  - Пожешки корпус ЈВуО[6]
  - Ваљевски корпус ЈВуО[10]
  - 1. милешевски корпус ЈВуО[19]
  - 2. милешевски корпус ЈВуО[19]
  - делови других корпуса[20][21][22][23]

Од почетка априла, захваљујући својим интервенцијама и интервенцијом Команде Групе армија Ф, Фелбер је додатно ојачан:
- 25. бугарском дивизијом
- деловима 2. и 3. СС-полицијског батаљона
- мањим деловима 297. дивизије

У источној Босни, на помоћном правцу, 5. СС корпус имао је на располагању:
- главнину 13. СС дивизије
- делове 7. СС дивизије
- делове 3. домобранског збора (корпуса)
- делове 1. усташког здруга (Црне легије)
- Романијски корпус ЈВуО, и делове других четничких снага.

Операције вођене у Санџаку (Операција Фрилингсервахен априла 1944.) биле су посредно повезане са главним дејствима у Србији. Штаб 21. корпуса тамо је располагао са:
- 2. пуком Бранденбург
- мањим деловима 181. дивизије
- Легијом Кремплер
- четницима Павла Ђуришића, ојачаним једним пуком СДК[24]

## Тактичка сарадња Немаца и ЈВуО
Михаиловић је од 31. октобра 1941. јасно и недвосмислено заступао политику непомирљивог рата против партизана, уз тактичку сарадњу са окупатором, али уз очување независне позиције, да би се оставила могућност за једну свеобухватну акцију „кад дође време“. С обзиром да је НОВЈ на терену била јача, Михаиловић није могао себи приуштити ступање у отворено непријатељство према Немцима, и био је веома разочаран неразумевањем Савезника, првенствено Британаца, за такву његову позицију.
Ово разочарање са једне, и Нојбахерова прагматична политика и понуда сарадње са друге стране, довели су до потписивања уговора о примирју и сарадњи током јесени 1943. Међутим, четничко настојање да одрже независност, као и препади на мање групе војника и мање привредне објекте с друге, навели су Немце да раскину ове уговоре током фебруара и марта 1944.
Међутим, појава заједничког непријатеља - 2. и 5. дивизије НОВЈ на Лиму почетком марта 1944. врло брзо су потиснуле несугласице. Немачки документи са почетка ове операције показују истовремено убрзано развијање садејства са четницима на југозападу Србије, док се на североистоку операција Фрилинг за кажњавање Млавског корпуса ЈВуО наставља смањеним снагама после преусмеравања 5. СС полицијског пука против партизана.
С обзиром на ове околности Немци су развили модел за коришћење снага ЈВуО. Њих је требало пребацивати и усмеравати на правце где се појаве партизани, а где није неопходно одсудно ангажовање за које су четници непогодни, али је ипак корисно ради везивања и слабљења партизана. Тако се тако постизала обострана корист, а смањивала се могућност инцидената и непријатности. Према слободним снагама ЈВуО требало је увек држати неопходну дозу опреза.
Овај модел коришћења четника, који се први пут у свом пуном облику исказао током Операције Камерјегер, уз повремене проблеме успешно је функционисао до марта 1945.
Четницима су Немци били неопходни из тактичких разлога - ради подршке тешким оруђима и постизања концентрације снага против НОВЈ, и из логистичких разлога: пошто су савезничке испоруке престале, Немци су били једини расположив извор за попуну муницијом и за збрињавање рањеника.

## Немачке оперативне намере
Захваљујући добром обавештајном раду (како се сматра, првенствено захваљујући декодирању радио-саобраћаја), Немци су од почетка били обавештени о намерама, значају и размерама подухвата НОВЈ.
У ситуацији је најважније да су Титове јединице угрозиле западну и југозападну српску границу. Друга и Пета црвена дивизија, иза њих делови 27. дивизије, као Морачина група, добиле су задатак да продру у Србију и да овладају подручјем Топлице, које је већ дуже времена непрекидно под комунистичком влашћу ...
Јаче прикупљање црвених примећено је и у источној Босни дуж Дрине. Овде је образована једна покретна ударна дивизија (17. дивизија), која је у формирању у рејону Власенице и која је такође, наводно, добила заповест да умаршира у Србију“,...
"Комунистичке снаге у јужној Србији, у Топлици и Јабланици имају задатак да потпомогну касније намеравани прелаз 2. и 5. дивизије преко Ибра, док дијелови 2. црвеног корпуса, који се налазе на просторији Беране - Колашин, имају да олакшају овај покрет извођењем операција према сјеверу и сјевероистоку са подручја Бродарево - Пљевља.
Очигледна је намера да се са свим расположивим снагама извојује до сада неуспели продор у Србију.
У случају успеха, то не би само значило да су овладали извесном територијом у Србији, него би пре свега биле угрожене обе главне саобраћајнице које воде ка југу
Ова добра обавештеност омогућила им је да у сусрет операцији НОВЈ истовремено организују своју против-операцију, да се боре и изборе за иницијативу.

## Ток борби

### Припрема
Наређењем Врховног штаба од ове две дивизије формирана је борбена група под јединственом командом команданта 5. дивизије пуковника Мораче, па се од тада, како у преписци НОВЈ, тако и у немачкој (којима је очигледно била позната садржина радио-саобраћаја НОВЈ), ова формација назива „групом Морача“
С обзиром да присуство ове две дивизије није могло остати тајна, надлежна немачка команда (21. АК) организовала је превентивне нападе за разбијање њихове концентрације. 5. марта делови 2. пука Бранденбург заједно с четницима напали су Другу пролетерску бригаду на сектору село Горње Крће - планина Градина, а затим, концентришући додатне снаге (батаљон 5. пука СДК, четничку Прибојску бригаду и делове легије Кремплер) на гребену планине Бича код Прибоја 4. црногорску пролетерску бригаду.

### Форсирање Лима
У међувремену је Друга пролетерска бригада покушала да форсира Лим узастопно ноћу 6/7, и 7/8. марта код Рудог, и поново ноћу 9/10. марта код села Устибара, близу Рудог. Сви ови покушаји су одбијени, а четничке јединице које су учествовале у одбијању напада похваљене су од Истакнутог дела Штаба Врховне команде, односно потпуковника Остојића.
Група Морача успела је коначно створити вишак и омогућити форсирање Лима Првој крајишкој бригади тек током ноћи 14/15. марта. Њени делови су током ноћи прешли преко Лима код села Штиткова и одбацили четничке заштитне делове (Добрунска „бригада“ ЈВуО, јачине 50 људи). У току преподнева 15. марта цела ова бригада прешла на десну обалу Лима и наставила продор у правцу села Раванаца, где је разбила Рогатичку и Сребреничку четничку бригаду. Обе дивизије су затим искористиле овај мостобран и прешле Лим.
И на десној страни Лима непрекидан притисак се наставио. У оштрим борбама у току 16. и 17. марта код села Бијелог Брда р села Штрбаца, одбачена је Вишеградска четничка бригада, Дрински четнички корпус и 5. пук СДК у правцу Вишеграда и Добруна, а одред Павла Ђуришића у правцу Раче, где их је прихватио Златиборски корпус ЈВуО.

### Марш-пробој према Ибру
Тиме је Група Морача ушла у надлежност генерала Фелбера, војноуправног команданта који је први пут био принуђен да делује као тактички командант у Србији. Он је наредио Бугарском окупационом корпусу, да у сарадњи са квислинзима и ЈВуО образује запречни фронт на линији Мокра Гора - Семегњево - Палисад, и затим, кад је овај пробијен, да образује следећи на Моравици и од Ивањице према југу, који је такође пробијен Фелбер је овим непрекидним ометањем и узнемиравањем дивизија НОВЈ добио неопходно време. Уочивши намеру групе Морача да форсира Ибар и повеже се са тамошњим бригадама НОВЈ, главни фронт је формирао на реци Ибар као најпогоднијој природној препреци. У долини Ибра већ је постојала железничка пруга, која је због своје важности била фортификацијски уређена и брањена вишеспратним бетонским бункерима на погодним местима. На ову линију он је под команду пуковника Шредера довео све расположиве резерве састављене од немачких позадинских формација и алармних састава 2. оклопне армије. РЗК, СДК и Бугаре. Интервенцијом Команде Југоистока, за долину Ибра добио је моторизованим и железничким транспортом још неке ситније расположиве јединице са других подручја (3. и 7. батаљон немачког 2. полицијског пука, 2. батаљон немачког 3. полицијског пука, две чете 297. пешадијске дивизије из северне Албаније, два оклопна воза...) То му је омогућило да, са око 12.000 расположивих војника и тешким оруђима, осим непосредне линијске одбране, формира јаке мостобране на левој обали Ибра. На десној обали Ибра Михаиловић је наредио мобилизацију Расинског и Другог косовског корпуса ЈВуО за сваки случај.

### Покушај форсирања Ибра
Након дводневног исцрпљујућег марша из долине Студенице, група Морача извршила је покушај форсирања Ибра. С обзиром на веома јаку и добро организовану утврђену одбрану, покушај је завршен неуспехом. Појава јаких бугарских снага у позадини онемогућила је понављање напада следеће ноћи. Наредна два дана трајале су исцрпљујуће борбе за разбијање ове опасности. С обзиром на утврђено стање одбране на Ибру и исцрпљеност трупа, командант Морача обавестио је Врховни штаб 2. априла да у постојећој констелацији није у стању да форсира Ибар. Дивизијама је дао задатак да рашчисте терен од Голије преко Ивањице до Драгачева од позадинских непријатељских делова, и да су ту реорганизују и одморе. Такође, била је неопходна и попуна муницијом.
Овај план борбене групе НОВЈ био је ометен нападом Фелберових снага. Са новим ојачањима, он је за 6. април наредио општи напад. Група Морача овим је углавном испустила иницијативу из својих руку.

### Борбе у Драгачеву и долини Студенице
Пошто је у Роћевићима код Краљева 7. априла добио попуну муницијом, и Други равногорски корпус ЈВуО се, заједно са једним батаљоном СДК, укључио у овај концентрични напад у области Драгачева. Код села Каоне, ове снаге успеле су да издрже целодневне нападе Друге пролетерске бригаде и задрже положаје. Четврта пролетерска бригада тог дана водила је борбу против Првог равногорског корпуса ЈВуО и 1. и 3. батаљона 3. пука Српског добровољачког корпуса. Четници и љотићевци настојали су да заузму Доњи и Горњи Дубац, али су предвече одбачени, и протерани из села Вучковице, Луке и Осонице. Током ноћи 8/9. априла разбијена је и Раковићева група.
Међутим, напади разнородних Фелберових формација настављани су из разних праваца, из дана у дан. Сузбијајући ове нападе српских и бугарских снага, јединице НОВЈ маневрисале су непрекидно са једног на други сектор. У том периоду - 16. арпила - група је добила и једину савезничку помоћ у муницији и материјалу, коју су допремила два британска и два совјетска авиона. Из дана у дан, напади су се појачавали, и штаб борбене групе био је суочен са чињеницом да није у стању да овлада основицом са које би поновио покушаје форсирања Ибра.

### Први покушај подршке преко Дрине
Услед тога, штаб Групе предложио је Врховном штабу да му одобри пребацивање на север, преко Западне Мораве, уз истовремено форсирање Дрине од стране Трећег корпуса у истом правцу. Уз велике резерве, с обзиром на ситуацију Трећег корпуса чије су снаге и саме биле под притиском офанзиве, Врховни штаб је ово на крају прихватио. У источној Босни из снага Трећег корпуса формирана је борбена група састава 16. и 17. дивизија, која је добила задатак да се извуче испод немачког притиска, из марша форсира Дрину у области Љубовија - Бајина Башта и пребаци се у западну Србију.
Међутим, немачки штабови поново су били бржи и преокренули ову операцију у своју корист. Командант Фелбер је послао 24. бугарску дивизију да чврсто поседне Дрину. Са друге стране, 5. СС корпус знатним снагама посео је кључне положаје са којих би 16. и 17. дивизији пресекао одступницу са избочине у средњем току Дрине. 16. и 17. дивизији припремљена је клопка, у коју им је наређено да уђу. Међутим, команда и људство ове две дивизије било је на висини ситуације, и крајем априла, након сложених борби, оне су се пробиле назад у обраст Кладња.

### Пребацивање на север
20. априла почео је покрет 2. и 5. дивизије НОВЈ из околине Ивањице према долини Западне Мораве. Ситуацију је сада отежавао и знатан број рањеника из претходних непрекидних борби. Марш се одвијао уз још интензивније борбе, углавном са пуком Бранденбург, четницима и добровољцима.
Друга пролетерска дивизија прешла је комуникацију Ужице - Пожега ноћу 26/27. априла и у првим јутарњим сатима 27. априла. Том приликом дошло је до више борби, и уништен је воз. У борби са људством из воза погинуло је 46 осовинских војника, међу којима 2 немачка официра и 6 подофицира; а заробљено је 5 Немаца, 40 бугарских војника и 40 мобилисаних недићеваца. На страни Друге дивизије НОВЈ, између осталих, погинуо је Луне Миловановић, заменик команданта Друге пролетерске бригаде.
Пета крајишка дивизија током марша дочекала је бугарску колону у заседи на путу Ужице - Чајетина, наневши јој знатне губитке. На комуникацију Вишеград - Ужице избила је ујутро 28. априла, и уз борбу са немачким оклопним снагама, до раног послеподнева успела да је пређе са комплетном болницом.

### Борбе између Ужица и Ваљева
Од 30. априла ове две дивизије НОВЈ нашле су се у области Јелова Гора - Повлен - Косјерић. Захваљујући добром обавештајном раду, генерал Фелбер био је у стању да овде против њих покрене концентричан напад прикупљеним свим расположивим снагама већ 1. маја. Поред осталих, уз готово компленте немачке снаге из Србије, ојачане додатним деловима, две дивизије Бугара, главнину СДК под командом заменика команданта пуковника Таталовића, у овом нападу учествовала је и највећа концентрација снага ЈВуО од 10 корпуса (укључујући Корпус горске гарде ЈВуО, Руднички, Ваљевски, Шумадијску групу корпуса...).
Будући да су групи наметнуте исцрпљујуће борбе које је принуђена да прихвати без јасног циља, у штабу је извршена консултација 3. маја, одлучено о деконцентрацији снага и затражена интервенција Врховног штаба у погледу ваздушног снабдевања и садејства Трећег корпуса. Врховни штаб је на ову интервенцију поново наредио пребацивање 16. и 17. дивизије преко Дрине.
Међутим, 5. маја, пре него што је било шта од закљученог извршено, уследио је најјачи удар Фелберових снага на Оперативну групу. Немачка Борбена група „Вајел“ (2. батаљон 4. пука Бранденбург, 696. моторизовани батаљон пољске жандармерије и четници) напала је од превоја Букова и овладала положајима 4. крајишке бригаде на Дреновачком кику. Борбена група „Холман“ (3 батаљона 4. пука Бранденбург и четнички Ваљевски корпус) током целог дана нападали су на јединице 4. пролетерске бригаде у намери да заузму Магљеш-планину.

### Други покушај подршке преко Дрине
Слични напади одвијали су се и на остале јединице. Уместо да прошири маневарско и оперативно подручје, Оперативна група НОВЈ сабијена је на још ужи простор. У међувремену, поновила се слична ситуација и са леве стране Дрине. Јаке снаге 7. и 13. СС дивизије концентрисале су се на 16. и 17. дивизију, а на десној обали Дрине на утврђеним положајима чекала их је ојачана бугарска 24. дивизија. Уместо овладавања прелазима на Дрини, ове две дивизије биле су поново принуђене да се у тешком борбама извлаче из клопке. Ноћу 11/12. маја одступиле су преко комуникације Сарајево - Власеница, чиме је ова опција дефинитивно скинута са дневног реда.

### Извлачење
Фелберове снаге у Србији својим непрекидним притиском успешно су демонстрирале узалудност покушаја Оперативне групе. Зато је штаб оперативне групе донео одлуку о извлачењу на југ. Ноћу 5/6. маја обе дивизије биле су на маршу према планини Тари. Ноћу 6/7. маја оне су у више колона прешле пут Ужице - Бајина Башта. 7. маја биле су поново изложене интензивним нападима немачких снага, које су, будући моторизоване, много лакше и брже маневрисале. Тог дана је поново убачен у напад и 500. СС падобрански ловачки батаљон, који је у Краљеву припреман за деснт на Дрвар.
Суочена са растућим притиском, Оперативна група усмерила се на извлачење према планини Голији. Две бригаде Друге дивизије остале су на Тари ради испитивања могућности пребацивања у Шумадију, а остале јединице са болницом биле у у покрету према југоистоку. Током овог марша и даље је трајало непрекидно праћење уз покушаје опкољавања од стране четничких и доборвољачких снага уз нешто слабије немачке и бугарске делове.
Коначно, и штаб Оперативне групе и штаб Друге дивизије која је остала издвојена на Тари, и Врховни штаб, постали су свесни да су у овој операцији остали без реалних добитних опција. 12. маја у 16 часова Штаб Оперативне групе примио је од Тита директиву садржине:
"Ваше обе дивизије морате одморити. При томе се ослоните на Пека..."
. Пеко, односно Други ударни корпус успео је да преокрене у своју корист истовремено вођену немачко-четничку операцију Фрилингсервахен, и поново овлада највећим делом Лимске долине. И извлачење двеју дивизија текло је кроз сталне борбе. 15. маја Пета дивизија прихватила је Другу на простору јужног Златибора, чиме је најтежа фаза преброђена.
Последње велико искушење било је прелазак пута Пријепоље - Сјеница. Немци су били свесни да група туда мора прићи, и учинили су све што су могли да то искористе, утврђивањем и концентрисањем снага. Након више оштрих борби, штаб је донео одлуку да 5. дивизија нападне комуникацију током ноћи 18/19. маја на најмање очекиваном месту, у непосредној близини Пријепоља.
Овај препад је потпуно успео. Њиме је до неке мере растројена немачка запречна линија и компромитован план, што је олакшало пробој Другој дивизији, мада се и он одвијао под драматичним околностима, отежан дугачком и спором колоном болнице. Током 19. маја дивизије су поново успоставиле везу, а 20. маја у 4 часа ујутро претходница Друге дивизије сусрела се у Рудопољу код Бродарева са деловима 5. црногорске бригаде Треће ударне дивизије - предњом јединицом Другог корпуса која је водила борбу на Јадовнику. Током дана 20. маја обе дивизије (2. и 5.) пребациле су се преко моста у ослобођено Бродарево на слободну територију, чиме је операција окончана.

## Исход операције
Операција се окончала јасним неуспехом снага НОВЈ и успехом генерала Фелбера као команданта Србије, односно, у целини гледано, успехом Команде Југоистока (Групе армија Ф). Иако јединице НОВЈ ни на једном месту нису биле озбиљније поражене нити су им нанети тешки губици, оне су спречене у својој намери да су учврсте у Србији и створе стабилну слободну територију на којој би се могла организовати власт НОП-а и која би била релативно сигурна база за деловање. Без крупнијих борбених јединица, генерал Фелбер успео је максимално да искористи свој разнородни састав за узнемиравање, развлачење и исцрпљивање јединица НОВЈ. Сталним узнемиравањем јединицама НОВЈ одузета је иницијатива и слобода да сами бирају циљеве својих акција и прилагођавају средства. Уместо тога, углавном су били ангажовани у наметнутим окршајима.
Укупни губици Оперативне групе Морача за период од 14. марта до 20. маја 1944. износе 257 погинулих и преко 600 рањених, и око 50 несталих. Губици противничке стране, према проценама датим у извештајима јединица НОВЈ вишеструко су већи, али такве су процене по правилу непоуздане и најчешће претеране.
Снаге ЈВуО такође су оствариле тактичку победу, не дозволивши јединицама НОВЈ опстанак у Србији. Међутим то је плаћено значајном моралном ценом и губитком политичког угледа, јер су били принуђени на дуготрајну и интензивну јавну сарадњу са Немцима, Бугарима и "добровољцима".
Следећу операцију са истим циљем ова оперативна група, појачана 17. дивизијом, предузела је, овог пута са успехом, крајем јула 1944, након неуспеха операције Драуфгенгер.